# Langå (Randers)
Langå is een plaats in de Deense regio Midden-Jutland, gemeente Randers, en telt 2845 inwoners (2007).

## Voormalige gemeente
Langå was tot 2007 een gemeente met een oppervlakte van 132,55 km². De gemeente telde 8396 inwoners waarvan 4264 mannen en 4132 vrouwen (cijfers 2005).
Bij de herindeling is de gemeente opgegaan in de nieuwe gemeente Randers, en delen gingen naar gemeente Favrskov.

## Parochies
Tot de gemeentelijke herindeling van 1970 behoorden de volgende parochies tot de voormalige gemeente:
- Granslev (parochie)
- Grensten (parochie)
- Helstrup (parochie)
- Houlbjerg (parochie)
- Langå (parochie, Randers)
- Laurbjerg (parochie)
- Torup (parochie, Randers)
- Værum (parochie)
- Ørum (parochie, Randers)
- Øster Velling (parochie)

- Library of Congress Control Number: n90692799
- Nationale Bibliotheek van Israël: 987007567396305171
- Virtual International Authority File: 143199133